# Prasophyllum wallum
Prasophyllum wallum är en orkidéart som beskrevs av Robert J. Bates och David Lloyd Jones. Prasophyllum wallum ingår i släktet Prasophyllum och familjen orkidéer.
Artens utbredningsområde är Queensland. Inga underarter finns listade i Catalogue of Life.